# Zamek w Otyniu

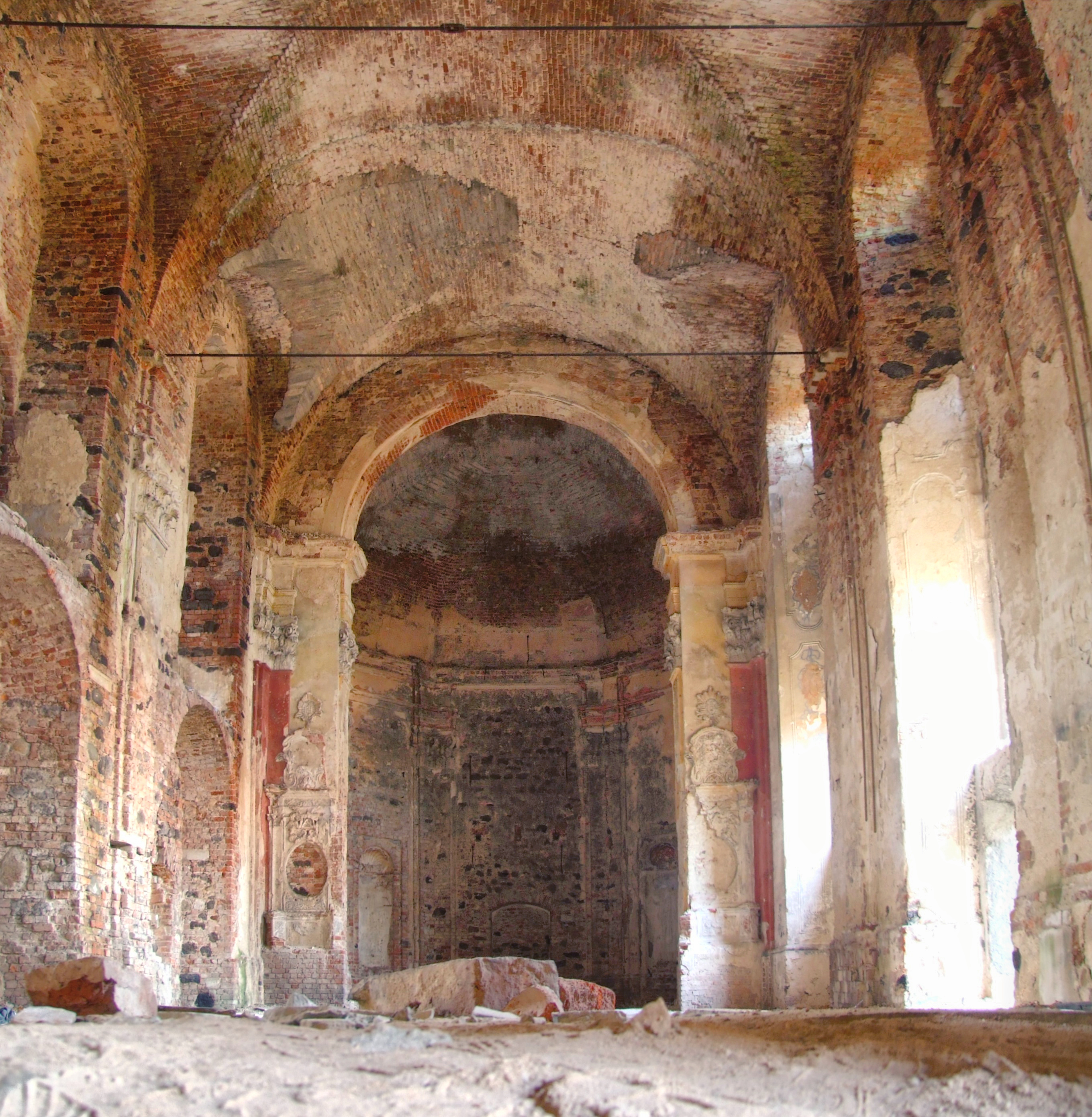
Zrujnowana kaplica

Zamek w Otyniu – zamek w mieście Otyń, wpisany do rejestru zabytków nieruchomych województwa lubuskiego.
Warownia powstała w formie gotyckiej, prawdopodobnie na przełomie XIV i XV wieku. Budowę murowanej warowni przypisuje się rodzinie von Zabel. W wieku XVI doszło do pierwszej przebudowy zamku w duchu renesansowym. W 1638 Johann Ernest von Spritzenstein zbudował kaplicę. Sam zamek zapisał w testamencie czeskiej prowincji zakonu jezuitów, która przejęła go w 1649 i przebudowała na barokowy klasztor, funkcjonujący do 1776 roku. W jego miejsce utworzono Królewski Instytut Szkolny, który prowadzili byli jezuici. 27 maja 1787 król pruski Fryderyk Wilhelm II sprzedał Otyń za 100 tys. dukatów księciu kurlandzko-żagańskiemu Piotrowi Bironowi. Po jego śmierci w 1800 zamek odziedziczyła jego córka Dorota Talleyrand. W 1879 zamek zakupił pruski minister spraw wewnętrznych dr Karl Rudolf Friedenthal. Ostatnim właścicielem zamku przed 1945 była jego córka Renata von der Lancken-Wackenitz.
Rezydencja nie została zniszczona w czasie II wojny światowej. W roku 1945 została znacjonalizowana i przydzielona miejscowemu PGR, który zaadaptował ją na mieszkania i magazyny. Po serii dewastacji i pożarów (1946, 1954) popadł w ruinę. W 1958 przeprowadzono remont dachu budynku bramnego oraz skrzydła zachodniego i północnego. Wschodnia część klasztoru była użytkowana do 1991 jako mieszkania. Na początku lat 90. XX w. zamek został zakupiony przez prywatnego właściciela z Warszawy i przez krótki okres poddawany zabiegom konserwatorskim, jednak właściciel nie dokończył remontu zabudowań. W 2022 obiekt przejęła gmina.